# Junior Delgado
Junior Delgado, né Oscar Hibbert le 25 août 1958 à Kingston (Jamaïque) et mort le 11 avril 2005 à Londres (Angleterre), est un chanteur de reggae, célèbre pour son style roots.
Il a collaboré avec les producteurs Lee « Scratch » Perry (pour le titre Sons of Slaves), Sly & Robbie (pour le titre Fort Augustus), Augustus Pablo (pour le tube Raggamuffin Year en 1986) et Dennis Brown, dont il était le meilleur ami.

## Biographie
Né en 1958 à Kingston, en Jamaïque, Junior Hibbert (comme il s'appelait à l'époque) a joué dans des concours de talents avant de former le groupe Time Unlimited au début des années 1970, l'enregistrement du groupe pour Lee Perry et Duke Reid et son succès avec "Reaction". 
Il a enregistré des enregistrements solo au milieu des années 1970 avec Rupie Edwards (Junior Hibbert et The Heaven Singers). Le groupe a également enregistré pour Tommy Cowan et Bunny Lee avant que Hibbert ne quitte le groupe et commence à enregistrer en tant que Junior Delgado. Il a enregistré pour Winston Holness ("Everyday Natty") et "Every Natty" sous le nom de Jooks, avant de finalement remporter le succès avec le label DEB de Dennis Brown. 
Il a enregistré "Tition" (abréviation de "politicien") pour DEB en 1975, lui donnant son premier de plusieurs succès en Jamaïque, menant à la sortie de son premier album solo, Taste of the Young Heart, coproduit avec Brown dans 1978. En 1979, il crée son propre label, Incredible Jux, et se rend régulièrement en Grande-Bretagne. Il a enregistré avec le producteur Prince Jammy et Augustus Pablo avant de commencer à produire son propre travail au début des années 1980. Il est retourné travailler avec Perry sur l’un de ses morceaux les plus connus, "Sons of Slaves".
Sa carrière a été mise en veilleuse en 1983 lorsqu'il a été emprisonné pendant 18 mois pour une infraction liée à la drogue. Après sa libération en 1985, il suscita la controverse en publiant "Broadwater Farm", les paroles traitant de la vie dans le lotissement de Londres. Lorsqu'une émeute a éclaté peu de temps après, culminant dans le meurtre du PC Keith Blakelock, l'enregistrement aurait été interdit. 
Delgado se réunit avec succès avec Pablo pour enregistrer "Raggamuffin Year" en 1986, qui englobe le nouveau style de musique émergeant de la Jamaïque, suivi d'un album du même nom. 
En plus de travailler sur sa propre musique, Junior a également participé au développement de nouveaux artistes tels que Yami Bolo et les souris blanches. Il a fait sa première apparition au Reggae Sunsplash en 1988. 
Delgado était moins prolifique dans les années 1990, mais il est revenu en 1998 avec l'album Fearless, avec le rappeur Maxi Jazz de Faithless et Jerry Dammers des Specials, ainsi que de nombreux membres de la nouvelle vague d'électroniques britanniques tels que Jungle Brothers, Kid Loops, et Naked Funk. Il a joué au Glastonbury et Roskilde festivals en 1999. 
Les raisons ont suivi en 2000, produites par Adrian Sherwood du système de son On-U et interprétées par Doug Wimbish , Skip McDonald et Keith LeBlanc. En 2001, il a publié un hommage à son regretté ami et mentor, Junior Delgado Sings, Dennis Brown. 
Delgado est décédé dans son sommeil les 10 et 11 avril 2005 dans le sud de Londres, en Angleterre. Son porte-parole a déclaré que la mort avait été imprévue, mais qu'elle aurait été causée par des causes naturelles. Il laisse dans le deuil sa veuve Janet et sept enfants.

## Discographie

### Albums
- 1978 - Taste of the young heart (DEB)
- 1978 - Dance A Dub
- 1979 - Effort (aka Sisters And Brothers)
- 1981 - More She Love It
- 1982 - Bush Master Revolution
- 1986 - Moving Down The Road
- 1986 - Raggamuffin Year
- 1986 - Stranger
- 1986 - It takes two to tango (Fashion records)

### Compilations
- 1991 - 20 Classic Hits (Jet Star/M10)
- 1995 - Treasure Found (Incredible)
- 1997 - More Treasure Found (Treasure Found vol. 2) (Incredible)
- 2001 - No Baby Lion - Treasure Found Episode 3 (Incredible)
- 2003 - Original Guerilla Music (Soundboy)
- 2005 - Sons Of Slaves (Trojan)